# Assemblea Permanent d'Intel·lectuals Catalans
Assemblea Permanent d'Intel·lectuals Catalans (1970-1975). Fou la plataforma política i cultural que reunia els intel·lectuals catalans identificats amb l'oposició antifranquista. Tingué un destacat paper en la creació de l'Assemblea de Catalunya, i posteriorment del Congrés de Cultura Catalana.

## Origen i fundació[2]
L'origen de l'assemblea cal fixar-lo en la proposta d'un acte de resposta al règim pel Procés de Burgos de les dues instàncies unitàries d'oposició al franquisme que en aquell moment 1970 funcionaven a Catalunya, La Taula Rodona (1966-1973) i la Comissió Coordinadora de Forces Polítiques de Catalunya (precedent del Consell de Forces Polítiques de Catalunya). Representants d'aquestes instàncies, en especial Pere Portabella, portaveu en aquell moment de la Taula Rodona, recolliren i reformularen la idea inicial de fer una tancada en una església de Barcelona, proposant als membres del sector intel·lectual i professionals de la cultura la realització d'una tancada, però, en un lloc menys vulnerable i què per la seva significació tingués repercussió pública. La idea tingué una acceptació creixent en el sector (una primera reunió a Col·legi de Llicenciats, convocà a cinquanta persones, una segona eren més tres-cents..). La tancada, coneguda històricament com a Tancada d'intel·lectuals a Montserrat, es va fer a l'Abadia de Montserrat, el 12, 13 i 14 de desembre de 1970. En el transcurs de la tancada es redactà d'un manifest, (vegeu text: Manifest de la Tancada), en què es demanaven l'amnistia política, llibertats democràtiques i el dret a l'autodeterminació.
Fou un èxit, primer, per l'assistència amb més 250 intel·lectuals i persones de la cultura. A l'esdeveniment participaren una representació molt important de cantants com Joan Manuel Serrat, Raimon; d'actrius com Núria Espert, artistes plàstics com Joan Miró, Antoni Tàpies, Albert Ràfols Casamada; crítics d'art com Alexandre Cirici Pellicer, persones del món de cinema com Miquel Porter Moix, directors com Jaime Camino i o el mateix Pere Portabella, escriptors com Joan Oliver (Pere Quart), Montserrat Roig, Gabriel Ferrater i Soler i Joan Brossa; advocats com Josep Benet; els filòlegs Jordi Carbonell i Joan Solà; el filòsof Manuel Sacristán entre d'altres (vegeu llistat d'assistents a la Tancada).
I segon fou un èxit, pel clima treball, de voluntat d'unitat i de discussions constructives que es va donar en tota l'acció en un sector el dels intel·lectuals i professionals de la cultura considerat molt conflictiu i amb relacions personals subjectives i amb plantejament radicals que fins aquell moment sols col·laboraven en accions esporàdiques. L'aprovació del manifest fou fruit d'aquesta actitud. De fet la creació de l'assemblea permanent posava fi a les dissensions del sector que feren fracassar els intents realitzats des del 1966 arran de La Caputxinada de crear un organisme que aglutines el sector dels professionals de la cultura i intel·lectuals.

## Desenvolupament
La plataforma amb els seus posicionaments, actes, campanyes. es convertirà progressivament en un dels principals animadors de l'oposició al franquisme i tindrà especialment un paper destacat, juntament amb els altres organismes unitaris en la creació de l'Assemblea de Catalunya, tant pel que fa al procés de generació de la idea, com de negociació i proposta de textos unitaris, etc. Tingué un paper importat en la redacció del text que es va aprovar en el dia 7 de novembre de 1971 en la seva primera sessió que descriu els quatre punts de A:C.
Persones que va tenir un protagonistes especial en el desenvolupament i l'existència de l'Assemblea d'Intel·lectuals foren Pere Portabella, Jordi Carbonell, Xavier Folch, i més tard a partir de 1974 Rafael Ribó que feu d'enllaç amb la A.C.
A més de la presència als òrgans, de l'Assemblea de Catalunya, secretariat, Comissió Permanent. L'Assemblea d'Intel·lectuals va continuar tenir vida pròpia: va desenvolupar la solidaritat política i econòmica amb el moviment obrer, amb els treballadors en vaga i empresonats, mobilitzacions per la llibertat d'expressió, establir relacions amb altres sectors d'intel·lectuals d'Euskadi i d'altres regions i nacionalitats de l'Estat, actes de protesta sobre fets repressius, etc.
Va tenir igualment un destacat paper en diverses iniciatives i campanyes que promogué l'Assemblea de Catalunya entre d'elles la Campanya per l'Oficialitat del català, la campanya “Volem l'Estatut”...

## Congrés de Cultura Catalana i dissolució
Una de les la tasques més importants desenvolupada per la plataforma fou la gènesi de la de la idea l'organització d'un Congrés de Cultura Catalana. La idea de convocar el Congrés sorgí en una reunió de membres de l'Assemblea d'Intel·lectuals a principis del 1975 En el grup hi eren Xavier Folch, Oriol Bohigas, Josep M. Castellet, i Pere Portabella entre d'altres que ja havien començat un esborrany del projecte de declaració i que havien fet contactes sobre el tema, amb els Col·legis professionals. Un d'aquests el Col·legi d'Advocats de Barcelona acollirà la idea i la llençarà públicament durant l'any 1975. L'Assemblea Permanent d'Intel·lectuals Catalans' s'implicarà de ple des del primer moment en la Comissió Organitzadora del Congrés. I en el seu desenvolupament que durarà fins al 1977. De fet en aquesta implicació en les seves activitat per part de molts dels seus membres serà la raó que deixà d'existir com a plataforma.
.